# Tiefenbach (Dorfen)

Tiefenbach 2

Tiefenbach ist ein Gemeindeteil der Stadt Dorfen im oberbayerischen Landkreis Erding.

## Lage
Der Weiler Tiefenbach liegt 200 m nördlich der Autobahn A 94 auf der Gemarkung Watzling fünf Kilometer südwestlich von Dorfen. 

## Bevölkerungsentwicklung
Um 1871 gab es in Tiefenbach 43 Einwohner. Im Mai 1987 lebten dort 21 Einwohner in sechs Wohngebäuden.
| Jahr      | 1871 | 1925 | 1950 | 1970 | 1987 |
| Einwohner | 43   | 30   | 26   | 24   | 21   |